# Sandsbach
Sandsbach ist ein Gemeindeteil der Gemeinde Herrngiersdorf im Landkreis Kelheim in Bayern. Das Pfarrdorf war bis 1978 Sitz einer eigenständigen Gemeinde.

## Geographie

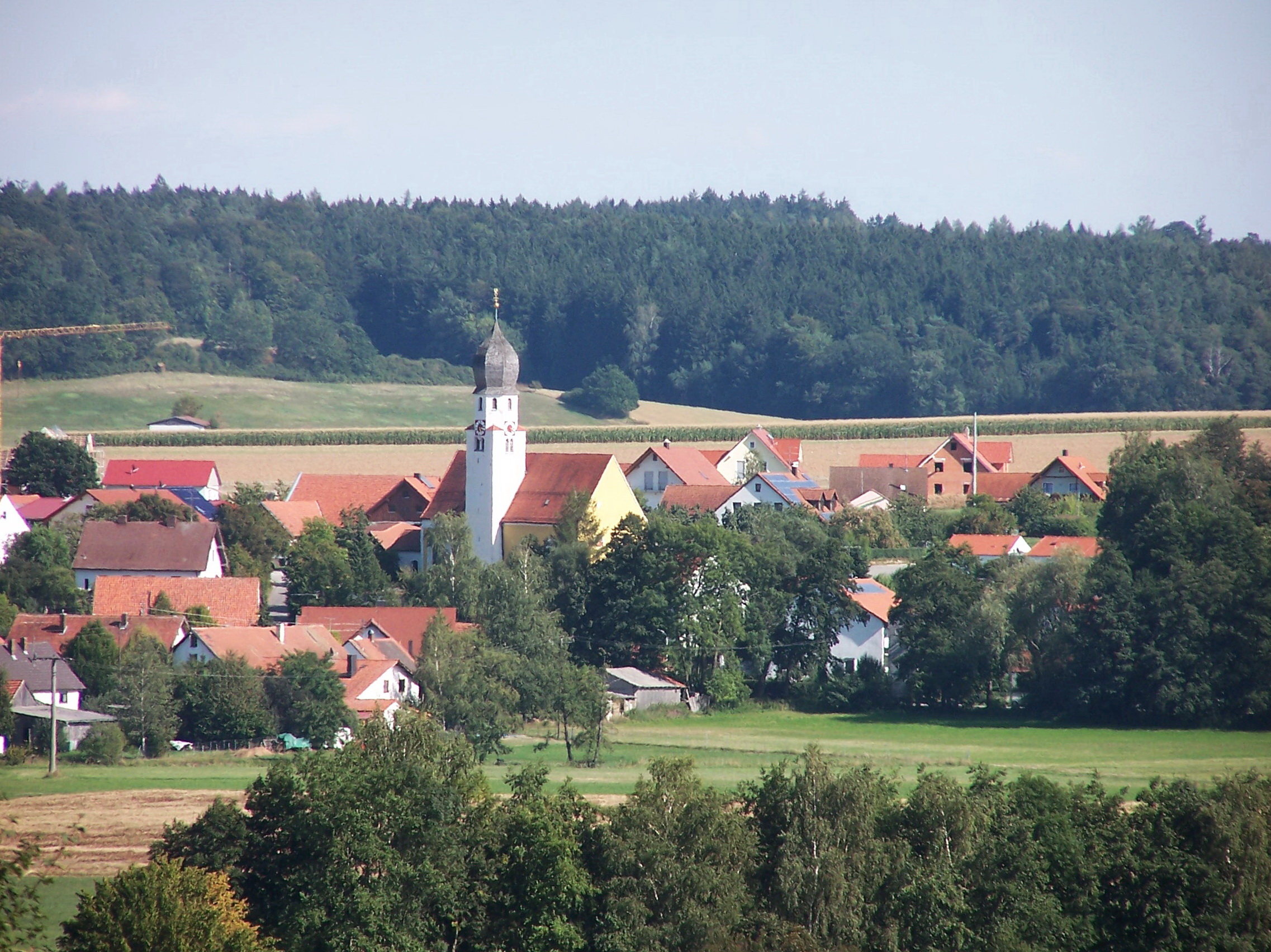
Sandsbach aus Richtung Westen

Sandsbach liegt zwischen Landshut und Regensburg auf einer Höhe von 397 m ü. NHN und hat 464 Einwohner (Stand: 2012). Der Ort befindet sich an einem sanften Hang auf der Ostseite des Großen Labertals, etwa zwei Kilometer südlich des Marktes Langquaid. Die Staatsstraße 2143, die Langquaid mit Rottenburg an der Laaber verbindet, führt rund einen Kilometer westlich des Ortszentrums vorbei. Die Bundesautobahn 93 und die autobahnähnliche ausgebaute Bundesstraße 15n sind von Sandsbach aus in nur wenigen Minuten erreichbar.

## Geschichte
Die erste urkundliche Erwähnung in der Form Samutespach stammt aus dem Jahr 878. Danach schenkte König Karlmann seinem Priester Job de Samotespah „zwei Hufen mit acht Hörigen zu lebenslänglichem Eigen“. Die Besitzungen sollten nach dem Tod von Job an das Kloster Sankt Emmeram in Regensburg fallen. Die Urkunde, vom Kanzleischreiber Baldo ausgeführt, ist in lateinischer Sprache abgefasst und trägt das Signum von König Karlmann, einem Ur-Enkel Kaiser Karls des Großen. Sandsbach unterstand von 1043 bis 1803 als Propstei und Hofmark dem Kloster Geisenfeld.
Die 1818 mit dem bayerischen Gemeindeedikt begründete Gemeinde Sandsbach mit den Teilorten Sandsbach, Appersdorf, Siegersdorf und Langquaid (Gemeinde Sandsbach) wurde am 1. Januar 1978 aufgelöst. Der größere Teil kam zu Herrngiersdorf, der kleinere zum Markt Langquaid.

## Sehenswürdigkeiten
- Pfarrkirche St. Petrus